# Fredrik Kristian av Sachsen
För andra betydelser, se Fredrik Kristian av Sachsen (olika betydelser).
Fredrik Kristian, född den 5 september 1722 i Dresden , död där den 17 december 1763 var kurfurste av Sachsen 1763. Han var son till Fredrik August II av Sachsen och Maria Josefa av Österrike. Han gifte sig 1747 med Maria Antonia av Bayern.

## Barn
- Fredrik August I av Sachsen (1750–1827), kurfurste 1763, kung 1806
- Karl Maximilian (1752–1781)
- Josef Maria Ludwig (1754–1763)
- Anton av Sachsen, (1755–1836), kung av Sachsen 1827–1830
- Maria Amalia av Sachsen (1757–1831), gift med Karl III av Pfalz-Zweibrücken
- Maximilian av Sachsen (1759–1838)
- Therese Maria Josefa (1761–1820)